# São João del-Rei Airport
São João del-Rei Airport är en flygplats i Brasilien.   Den ligger i kommunen São João del Rei och delstaten Minas Gerais, i den sydöstra delen av landet, 700 km sydost om huvudstaden Brasília. São João del-Rei Airport ligger 944 meter över havet.
Terrängen runt São João del-Rei Airport är platt åt nordväst, men åt sydost är den kuperad. Närmaste större samhälle är São João del Rei, 6,4 km sydväst om São João del-Rei Airport.
Omgivningarna runt São João del-Rei Airport är huvudsakligen savann. Runt São João del-Rei Airport är det ganska tätbefolkat, med 149 invånare per kvadratkilometer.